# Estación de Altea (TRAM Alicante)
Altea es una estación del TRAM Metropolitano de Alicante donde presta servicio la línea 9. Está situada en pleno casco urbano de Altea, a 100 metros de la playa y a 500 metros del puerto deportivo.

## Localización y características
Se encuentra ubicada en calle de la Mar, desde donde se accede. Dispone de dos andenes, tres vías, el edificio de la estación y otras instalaciones que formaban parte del antiguo complejo ferroviario. En la estación se detienen los nuevos trenes duales de la línea 9.

## Líneas y conexiones
| << Cabecera | < Estación | Línea | Estación > | Cabecera >> |
| ----------- | ---------- | ----- | ---------- | ----------- |
| Benidorm    | El Albir   |       | Garganes   | Denia       |

Parada de taxis cercana y enlace con autobús urbano e interurbano a Benidorm:
|          | Parada más cercana en         | Recorrido                                       |
| -------- | ----------------------------- | ----------------------------------------------- |
| Línea 10 | Calle de la Mar, 135          | Benidorm-Alfaz del Pi-El Albir-Altea            |
| Línea 27 | Calle de les Piteres (Centro) | Altea Centro-Cap Negret-Garganes-Altea la Vella |

Enlace con las líneas de bus interurbano ALSA (a 100 m): Alicante-Denia y Alicante-Jávea.

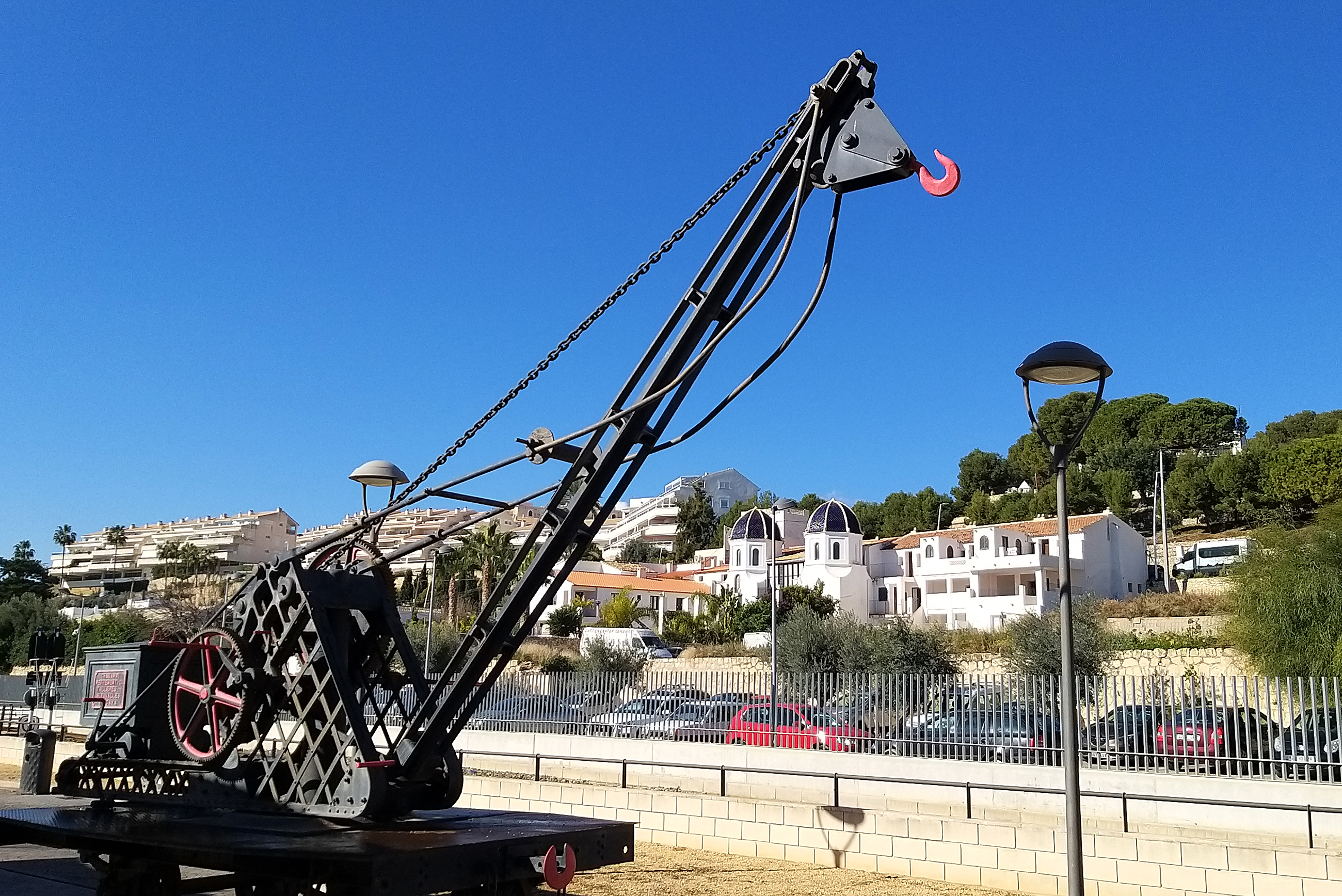
Material ferroviario expuesto en la estación.